# Peltulaceae
Peltulaceae är en familj av svampar. Peltulaceae ingår i ordningen Lichinales, klassen Lichinomycetes, divisionen sporsäcksvampar och riket svampar.
| Peltulaceae | \| \| Peltula \| \| \| \| |
|             | \| \| Peltula \| \| \| \| |
|             | Heppiaceae                |
|             |                           |
|             | Lichinaceae               |
|             |                           |
|             | Gloeoheppiaceae           |
|             |                           |
|             | Peltula                   |
|             |                           |

|  | Peltula |
|  |         |